# Louis Schnyder
Louis Schnyder (* 21. September 1868 in La Neuveville; † 1927) war ein Schweizer Mediziner.
Nach Sekundarschuljahren in Neuenburg NE studierte Schnyder Medizin unter Hermann Sahli an der Universität Bern und studierte danach bei Fulgence Raymond, Édouard Brissaud und Joseph Jules Dejerine in Paris.
Von 1924 bis 1927 war Schnyder Präsident der Schweizerischen Neurologischen Gesellschaft.